# Stazione di Nucetto
Stazione di Nucetto vasútállomás Olaszországban, Nucetto településen.

## Vasútvonalak
Az állomást az alábbi vasútvonalak érintik:
- Ceva–Ormea-vasútvonal

## Kapcsolódó állomások
A vasútállomáshoz az alábbi állomások vannak a legközelebb:
- Stazione di Ceva
- Stazione di Bagnasco